# ژان گالفیون
ژان گالفیون (فرانسوی: Jean Galfione‎؛ زادهٔ ۹ ژوئن ۱۹۷۱) ورزشکار پرش با نیزه اهل فرانسه است.